# هاداما بثیلی
هاداما بثیلی (انگلیسی: Hadama Bathily؛ زادهٔ ۱۸ ژوئن ۱۹۸۵) بازیکن فوتبال اهل فرانسه است.